# Prades-d'Aubrac
Prades-d'Aubrac è un comune francese di 426 abitanti situato nel dipartimento dell'Aveyron nella regione dell'Occitania.

## Società

### Evoluzione demografica
Abitanti censiti